# Велоспорт на літніх Олімпійських іграх 2020 — BMX-гонки (жінки)
Змагання з BMX-гонок серед жінок на літніх Олімпійських іграх 2020 відбувалися 29 та 30 липня 2021 року в Парку міських видів спорту Аріаке. Змагалися 24 велосипедистки з 17 країн.

## Передісторія
Це була 4-та поява цієї дисципліни на Олімпійських іграх. Її проводять на кожній Олімпіаді починаючи з 2008 року, коли до програми додали BMX-гонки.
Чинна олімпійська чемпіонка — Маріана Пахон з Колумбії, а чинна чемпіонка світу (2019) — Еліс Пост зі США.

## Кваліфікація
Національний олімпійський комітет (НОК) може виставити на змагання в BMX-гонці щонайбільше 3 велосипедистки. Всі квоти отримує НОК, який сам вибирає велосипедисток, що беруть участь у змаганнях. Загалом для участі в гонці було виділено 24 квоти. З них 18 розподілено відповідно до світового рейтингу UCI за країнами. 2 країни з найвищим рейтингом отримали по 3 квоти. НОК, що посіли з 3-го по 5-те місця, одержали по 2 квоти. НОК, які посіли з 6-го по 11-те місце, одержали по 1 квоті. Кожному континентові було гарантовано по 1 квоті. Ще три квоти (по 1 на НОК) одержали велосипедистки з найвищим індивідуальним рейтингом у категорії «Еліта» (серед тих НОК, що не кваліфікувались через рейтинг за країнами). Третім етапом мав стати Чемпіонат світу з BMX 2020. Два НОК з найвищим місцем (серед тих, що ще не кваліфікувались) мали одержати по квоті. Оскільки Чемпіонат світу 2020 скасовано через пандемію COVID-19, то ці квоти перерозподілено через рейтинг за країнами. Країні-господарці було гарантовано квоту.

## Формат змагань
Змагання складаються з трьох етапів: чвертьфінали, півфінали та фінал. Порівняно з попередніми Іграми скасовано гонку з роздільним стартом для посіву. На кожному етапі велосипедистки долають 400-метрову трасу з трамплінами та похилими поворотами. Змагання відбуваться так:
- Чвертьфінали: 4 групи по 6 велогонщиць у кожному. Чвертьфінал у кожній групі має 3 заїзди. Очки в заїздах нараховуються так: 1 бал переможниці, 2 бали за 2-ге місце тощо. Перемагають ті гонщиці, що наберуть найменшу кількість балів за сумою трьох заїздів. До півфіналів потрапляють по чотири найкращі гонщиці (16 загалом).
- Півфінали: 2 групи по 8 велогонщиць у кожному. Як і на попередньому етапі, кожен півфінал складається з трьох заїздів, а до фіналу потрапляють по 4 велогонщиці, що набрали найменшу кількість балів (загалом 8).
- Фінал: 8 учасниць. Проводять лише один заїзд.

## Розклад
Змагання в цій дисципліні відбуваються впродовж двох днів поспіль.
| З | Попередні заїзди | ЧФ | Чвертьфінали | ПФ | Півфінали | Ф | Фінали |

| Дисципліна↓/Дата → | 24 лип | 25 лип | 26 лип | 27 лип | 28 лип | 29 лип | 30 лип | 30 лип | 31 лип | 1 сер |
| ------------------ | ------ | ------ | ------ | ------ | ------ | ------ | ------ | ------ | ------ | ----- |
| BMX-гонки          |        |        |        |        |        |        |        |        |        |       |
| BMX-гонки (жінки)  |        |        |        |        |        | ЧФ     | ПФ     | Ф      |        |       |

## Результати

### Чвертьфінали
Джерела:

#### Група 1
| Місце | #   | Ім'я                         | 1-й заїзд    | 2-й заїзд  | 3-й заїзд    | Загалом | Примітки |
| ----- | --- | ---------------------------- | ------------ | ---------- | ------------ | ------- | -------- |
| 1     | 100 | Маріана Пахон (COL)          | 45.659 (1)   | 45.576 (1) | 46.118 (1)   | 3       | Q        |
| 2     | 210 | Сімоне Крістенсен (DEN)      | 46.299 (3)   | 45.576 (2) | 46.542 (2)   | 7       | Q        |
| 3     | 22  | Мерел Смулдерс (NED)         | 46.106 (2)   | 48.049 (3) | 48.751 (5)   | 10      | Q        |
| 4     | 91  | Елке Ванхооф (BEL)           | 46.939 (4)   | 49.360 (5) | 47.190 (3)   | 12      | Q        |
| 5     | 215 | Пейтон Ріденаур (USA)        | 48.434 (5)   | 48.156 (4) | 47.393 (4)   | 13      |          |
| 6     | 213 | Чутікан Кітванітцатіан (THA) | 1:00.717 (6) | 59.502 (6) | 1:00.786 (6) | 18      |          |

#### Група 2
| Місце | #   | Ім'я                     | 1-й заїзд  | 2-й заїзд  | 3-й заїзд  | Загалом | Примітки |
| ----- | --- | ------------------------ | ---------- | ---------- | ---------- | ------- | -------- |
| 1     | 110 | Лаура Смулдерс (NED)     | 44.907 (2) | 45.381 (1) | 45.572 (1) | 4       | Q        |
| 2     | 6   | Феліша Стенсіл (USA)     | 44.412 (1) | 46.772 (2) | 46.277 (2) | 5       | Q        |
| 3     | 3   | Аксель Етьєнн (FRA)      | 45.270 (3) | 47.405 (3) | 47.524 (3) | 9       | Q        |
| 4     | 155 | Дрю Мекгілсен (CAN)      | 47.393 (4) | 48.246 (4) | 49.128 (5) | 13      | Q        |
| 5     | 41  | Наталія Суворова (ROC)   | 48.318 (5) | 49.120 (5) | 48.266 (4) | 14      |          |
| 6     | 93  | Прісцилла Карнавал (BRA) | 48.740 (6) | 51.336 (6) | 51.626 (6) | 18      |          |

#### Група 3
| Місце | #   | Ім'я                   | 1-й заїзд  | 2-й заїзд  | 3-й заїзд  | Загалом | Примітки |
| ----- | --- | ---------------------- | ---------- | ---------- | ---------- | ------- | -------- |
| 1     | 911 | Бет Шрівер (GBR)       | 45.268 (1) | 44.660 (1) | 44.924 (3) | 5       | Q        |
| 2     | 209 | Зое Классенс (SUI)     | 45.622 (2) | 45.429 (3) | 44.711 (2) | 7       | Q        |
| 3     | 21  | Лорен Рейнольдс (AUS)  | 46.030 (3) | 45.384 (2) | 45.454 (4) | 8       | Q        |
| 4     | 88  | Сая Сакакібара (AUS)   | 58.446 (6) | 45.597 (4) | 44.690 (1) | 11      | Q        |
| 5     | 971 | Манон Валентіно (FRA)  | 48.549 (5) | 46.945 (5) | 47.091 (5) | 15      |          |
| 6     | 212 | Вінета Петерсоне (LAT) | 48.043 (4) | 47.875 (6) | 47.321 (6) | 16      |          |

#### Група 4
| Місце | #   | Ім'я                   | 1-й заїзд    | 2-й заїзд  | 3-й заїзд  | Загалом | Примітки |
| ----- | --- | ---------------------- | ------------ | ---------- | ---------- | ------- | -------- |
| 1     | 1   | Еліс Пост (USA)        | 46.703 (1)   | 47.741 (1) | 45.410 (1) | 3       | Q        |
| 2     | 4   | Юді Баау (NED)         | 49.797 (2)   | 48.220 (2) | 47.503 (3) | 7       | Q        |
| 3     | 308 | Ребекка Петч (NZL)     | 2:01.322 (5) | 48.508 (3) | 46.823 (2) | 10      | Q        |
| 4     | 116 | Наталія Афремова (ROC) | 54.821 (4)   | 49.100 (4) | 47.807 (4) | 12      | Q        |
| 5     | 156 | Доменіка Асуеро (ECU)  | 51.239 (3)   | 54.593 (5) | 49.979 (5) | 13      |          |
| 6     | 85  | Сае Хатакеяма (JPN)    | DNF (6)      | DNS (8)    | DNS (8)    | 22      |          |

### Півфінали
Джерело:

#### Група 1
| Місце | #   | Ім'я                 | 1-й заїзд    | 2-й заїзд  | 3-й заїзд    | Загалом | Примітки |
| ----- | --- | -------------------- | ------------ | ---------- | ------------ | ------- | -------- |
| 1     | 6   | Феліша Стенсіл (USA) | 46.731 (2)   | 45.686 (4) | 45.855 (1)   | 7       | Q        |
| 2     | 100 | Маріана Пахон (COL)  | 46.167 (1)   | 45.052 (2) | 48.666 (5)   | 8       | Q        |
| 3     | 22  | Мерел Смулдерс (NED) | 48.076 (6)   | 45.950 (5) | 47.212 (3)   | 14      | Q        |
| 4     | 155 | Дрю Мекгілсен (CAN)  | 47.365 (3)   | 46.704 (7) | 47.366 (4)   | 14      | Q        |
| 5     | 88  | Сая Сакакібара (AUS) | 47.618 (5)   | 44.927 (1) | DNF (8)      | 14      |          |
| 6     | 308 | Ребекка Петч (NZL)   | 47.597 (4)   | 46.095 (6) | 50.761 (6)   | 16      |          |
| 7     | 209 | Зое Классенс (SUI)   | 1:05.583 (7) | 47.149 (8) | 46.224 (2)   | 17      |          |
| 8     | 1   | Еліс Пост (USA)      | DNF (8)      | 45.201 (3) | 1:37.566 (7) | 18      |          |

#### Група 2
| Місце | #   | Ім'я                    | 1-й заїзд    | 2-й заїзд  | 3-й заїзд  | Загалом | Примітки |
| ----- | --- | ----------------------- | ------------ | ---------- | ---------- | ------- | -------- |
| 1     | 911 | Бет Шрівер (GBR)        | 45.687 (1)   | 45.155 (1) | 44.807 (1) | 3       | Q        |
| 2     | 210 | Сімоне Крістенсен (DEN) | 46.659 (2)   | 45.751 (4) | 45.358 (4) | 10      | Q        |
| 3     | 3   | Аксель Етьєнн (FRA)     | 58.865 (6)   | 45.645 (3) | 45.095 (2) | 11      | Q        |
| 4     | 21  | Лорен Рейнольдс (AUS)   | 1:09.159 (7) | 45.497 (2) | 45.317 (3) | 12      | Q        |
| 5     | 116 | Наталія Афремова (ROC)  | 49.337 (4)   | 46.479 (5) | 46.633 (6) | 15      |          |
| 6     | 91  | Елке Ванхооф (BEL)      | 49.254 (3)   | 46.744 (6) | 47.223 (7) | 16      |          |
| 7     | 4   | Юді Баау (NED)          | 58.806 (5)   | 47.387 (7) | 45.487 (5) | 17      |          |
| 8     | 110 | Лаура Смулдерс (NED)    | DNF (8)      | 56.676 (8) | 49.580 (8) | 24      |          |

### Фінал
Джерела:
| Місце | #   | Ім'я                    | Час    |
| ----- | --- | ----------------------- | ------ |
| 1     | 911 | Бет Шрівер (GBR)        | 44.358 |
| 2     | 100 | Маріана Пахон (COL)     | 44.448 |
| 3     | 22  | Мерел Смулдерс (NED)    | 44.721 |
| 4     | 6   | Феліша Стенсіл (USA)    | 45.131 |
| 5     | 21  | Лорен Рейнольдс (AUS)   | 45.401 |
| 6     | 210 | Сімоне Крістенсен (DEN) | 45.582 |
| 7     | 3   | Аксель Етьєнн (FRA)     | 45.853 |
| 8     | 155 | Дрю Мекгілсен (CAN)     | 46.883 |